# Hōko Kuwashima
Hōko Kuwashima (桑島 法子 Kuwashima Hōko?,  Kanegasaki, Prefectura de Iwate, 12 de diciembre de 1975) es una actriz de voz y cantante japonesa, afiliada a Aoni Production. Debutó con el papel de Yurika en la serie Martian Successor Nadesico, papel que le reportó una gran popularidad. Es también una cantante con gran talento, si bien se ha dedicado más al mundo del doblaje.

## Filmografía

### Anime
- Allison & Lillia - Allison Whittington (adult)
- Angelic Layer - Sai Jōnōchi
- Aria - Atora Monteverdi
- Argento Soma - Harriet Bartholemew, Maki Agata
- Ayakashi: Tenshu Monogatari - Tomihime
- Azumanga Daioh - Kagura
- Bamboo Blade - Miyako Miyazaki
- Betterman - Misako
- Beyblade - Kyōju (renombrada "Kenny" en la versión inglesa)
- Black Lagoon: The Second Barrage - Yukio Washimine
- Black Lagoon Omake - Yukio Washimine
- Bleach - Cirucci Thunderwitch, Soifon (Episodio 206 en adelante). En reemplazo de Tomoko Kawakami
- Blue Gender - Marlene Angel
- Bomberman B-Daman Bakugaiden - Shirobon
- Chobits - Minoru Kokubunji
- CLANNAD - Tomoyo Sakagami
- Claymore - Clare
- Cross Ange - Vivianne
- Darker Than Black: Ryūsei no Gemini - Shion Pavilchenko
- Denno Coil - Isako
- D.Gray-man - Lala
- Digimon Xros Wars - Nene Amano, Cutemon, Lilithmon, Ren Tobari
- Dokkiri Doctor - Miyuki Koizumi
- Doraemon: Nobita and Robot Kingdom - Poco
- Detective Academy Q (Tantei Gakuen Q) - Megumi Minami
- Detective Conan - Reiko Akiba (Detective Conan: Movie 12 - Full Score of Fear)
- El Cazador de la Bruja - Ellis Gonzales (Cap. 9)
- Ergo Proxy - Kristeva
- Fate/stay night - Aka no Saber
- Final Fantasy: Unlimited - Miles
- Fullmetal Alchemist - Rosé Thomas
- Gravion - Leele
- Gravion Zwei - Leele
- Gun X Sword - Wendy Gallet
- Gundam SEED - Flay Allster, Natarle Badgiruel, Via Hibiki
- Gundam SEED DESTINY - Stella Loussier,[2] young Rey Za Burrel
- Hakuouki - Chizuru Yukimura
- Harukanaru Toki no Naka de Hachiyō Shō - Morimura Ran
- Harukanaru Toki no Naka de 3 OVA - Kajiwara Saku
- HeartCatch PreCure! - Itsuki Myōdōin/Cure Sunshine
- Houseki no Kuni - Peridot
- InuYasha - Sango
- Iriya no Sora, UFO no Natsu - Mayumi Shiina
- Kaiba - Kaiba
- Kamikaze Kaito Jeanne - Maron Kusakabe/Kaito Jeanne
- Kekkaishi - Yomi Kasuga
- Kenran Butou Sai: The Mars Daybreak - Vestemona Lauren
- Kimetsu no Yaiba - Kie Kamado
- Kobato - Chitose Mihara
- Konjiki no Gash Bell! (Zatch Bell) - Kolulu
- Kurozuka - Rai
- Macross Frontier - Nanase Matsura, Canaria Bernstein
- Madlax - Margaret Burton
- MapleStory - Al
- Martian Successor Nadesico (Kidou Senkan Nadesico) Serie de debut, como Yurika Misumaru
- Melody of Oblivion - Bocca
- Mermaid Saga - Rin
- Monster - Médico mujer vietnamita (ep 34, 51)
- Mugen no Ryvius - Housen Aoi
- My-Otome 0~S.ifr~ - Una Shamrock
- Ninja Scroll: The Series - Shigure
- Noir - Kirika Yuumura
- One Piece - Going Merry, Victoria Cindry
- Princess Arete - Arete
- Pokémon - Kiichi
- Quiz Magic Academy - Ruquia
- RahXephon - Quon Kisaragi
- Keroro Gunso – Shirara, Meru (movie 2), Fuyuki Hinata (Episodio 232 en adelante)
- Sailor Moon Crystal - Esmeraude Verde
- Saiunkoku Monogatari - Kō Shūrei
- Shakugan no Shana III FINAL - Rebecca Red
- Shigurui: Death Frenzy - Mie Iwamoto
- Shining Tears X Wind - Xecty Ein y El Eterno Canto del Bosque
- Shining Hearts Shiawase No Pan - Sakuya
- Simoun - Guragiefu
- Slayers Try - Filia Ul Copt
- Seitokai No Ichizon LV2 -  Runa Minase
- Soul Eater - Medusa
- Steel Angel Kurumi - Nakahito Kagura
- The Twelve Kingdoms - Shōkei
- Transformer Galaxy Force - Hop
- UFO Princess Valkyrie - Chorus
- W.I.T.C.H. - Will Vandom
- World Trigger - Kyokou Sawamura
- X TV - Satsuki Yatouji
- ZOE: Dolores, i - Dolores
- Zombie-Loan - Michiru Kita
- Zetsuen no Tempest - Yoshino Takigawa (de niño en el episodio 4).

### Videojuegos
- Akane (Hybrid Angels)
- Arpa (Eternal Sonata)
- Cyrille (Shining Force EXA, Project X Zone)
- Eldiraver (Money Idol Exchanger)
- Hikari Yuki (Dodge de Ball!)
- Kasumi (Dead or Alive)
- Kijo Momiji (Onmyoji Arena)
- Laury Callwell (Mitsumete Knight)
- Mei Ling (Metal Gear Solid)
- Millicent Evans (Power Dolls 2)
- Misumaru Yurika (Nadesico The Blank of 3 Years)
- Seung Mina (Soulcalibur)
- Tsukasa (Metal Angel 3)
- Watsuji Aya (Interlude)
- Presea Combatir (Tales Of Symphonia)
- Shanoa (Castlevania: Order of Ecclesia)
- Erel (Eretzvaju)
- Maya (Legaia 2: Duel Saga)
- Androide 21 / Majin Androide 21 (Dragon Ball FighterZ)
- Katarina (League of Legends)
- Jingliu (Honkai: Star Rail)